# Combat (videojoc de 1977)
Combat és un dels primers videojocs d'Atari, Inc. per a l'Atari 2600. Va ser llançat com un dels nou títols de llançament per al sistema el setembre de 1977, i va ser inclòs a la caixa amb el sistema des de la seva introducció fins al 1982. Combat es va basar en dos màquines recreatives anteriors en blanc i negre operades amb monedes produïdes per Atari: Tank (publicat sota el nom Kee Games) el 1974 i Jet Fighter el 1975.
A principis de 1977, Coleco havia publicat el títol similar Telstar Combat!, una títol d'entrada per la seva sèrie de consoles dedicades Telstar. A diferència del joc de Coleco, Combat tenia gràfics de colors i nombroses variacions de joc. Els 27 modes de joc presentaven una varietat d'escenaris de combat diferents, inclosos tancs, biplans, iand caces. Els jocs de tancs van tenir opcions interessants com ara rebotar les municions ("Tank-Pong") i la invisibilitat. Els jocs de biplans i caces també van permetre la variació, com ara múltiples avions per jugador i un joc inventiu amb un esquadró d'avions contra un bombarder gegant. Atari també va produir una versió del Combat per a Sears anomenat Tank Plus (al·ludint al joc original d'arcade Tank). Combat va ser programat per Joe Decuir i Larry Wagner.